# ニンテンドーキューブ
ニンテンドーキューブ株式会社（英: Nintendo Cube Co., Ltd.）は、コンピューターゲームソフトウェア及びコンテンツ開発を主な事業とする日本の企業。任天堂の連結子会社。

## 概要
2000年3月1日、任天堂（Nintendo）と電通（dentsu）の出資により、エヌディキューブ株式会社として設立。2002年、エヌディーキューブ株式会社に商号変更。
2001年、エイベックス、ギャガ・コミュニケーションズ、ベネッセコーポレーションなども出資し、主要株主になっていたが、現在は任天堂が発行済み株式99%を保有し、連結子会社になっている。
ゲームボーイアドバンス用ソフトの『F-ZERO FOR GAMEBOY ADVANCE』と『どこでも対局 役満アドバンス』などを開発している。2002年、メディアカイトと協力し、ニンテンドー ゲームキューブ用ゲームソフト『Pool Edge』、ゲームボーイアドバンス用ゲームソフト『CARD PARTY』の開発に当たった。
2005年4月11日、退社した主要スタッフがライノスタジオを設立。PlayStation 3用ゲームソフト『AFRIKA』などを開発している。
2008年、ハドソンの代表取締役社長を退任した遠藤英俊が代表取締役社長に就任（2019年6月18日に退任）。ハドソンで『マリオパーティシリーズ』の開発に携わった一部のスタッフを中心に北海道札幌市に札幌本社を設置。東京と札幌の2本社体制（本店は東京）になり、『マリオパーティシリーズ』、『Wii Party』などの開発を行っている。
2024年9月1日、ニンテンドーキューブ株式会社に商号変更。

## 開発作品
| 発売日 | 発売日   | タイトル                                                                        | プラットフォーム            | 売上本数 | 売上本数           |
| ------ | -------- | ------------------------------------------------------------------------------- | --------------------------- | -------- | ------------------ |
| 2001年 | 3月21日  | F-ZERO FOR GAMEBOY ADVANCE                                                      | ゲームボーイアドバンス      | 46万本   | 104万本            |
| 2001年 | 10月26日 | どこでも対局 役満アドバンス                                                     | ゲームボーイアドバンス      |          |                    |
| 2002年 | 10月25日 | Pool Edge                                                                       | ニンテンドー ゲームキューブ |          |                    |
| 2002年 | 10月25日 | CARD PARTY                                                                      | ゲームボーイアドバンス      |          |                    |
| 2003年 | 4月17日  | Tube Slider                                                                     | ニンテンドーゲームキューブ  |          |                    |
| 2010年 | 7月8日   | Wii Party                                                                       | Wii                         | 236万本  | 935万本            |
| 2012年 | 4月26日  | マリオパーティ9                                                                 | Wii                         | 70万本   | 311万本            |
| 2013年 | 10月31日 | Wii Party U                                                                     | Wii U                       | 81万本   | 179万本            |
| 2014年 | 3月20日  | マリオパーティ アイランドツアー                                                 | ニンテンドー3DS             | 50.5万本 | 295万本            |
| 2015年 | 3月12日  | マリオパーティ10                                                                | Wii U                       | 20万本   | 227万本            |
| 2015年 | 11月21日 | どうぶつの森 amiiboフェスティバル                                               | Wii U                       | 5.7万本  | 48万本             |
| 2016年 | 10月20日 | マリオパーティ スターラッシュ                                                   | ニンテンドー3DS             | 15.9万本 | 85万本             |
| 2017年 | 11月22日 | どうぶつの森 ポケットキャンプ                                                   | iOS / Android               |          | 4000万DL以上(推定) |
| 2017年 | 12月28日 | マリオパーティ100 ミニゲームコレクション                                        | ニンテンドー3DS             | 25万本   | 69万本             |
| 2018年 | 10月5日  | スーパー マリオパーティ                                                         | Nintendo Switch             | 317万本  | 2066万本           |
| 2020年 | 6月5日   | 世界のアソビ大全51                                                              | Nintendo Switch             | 200万本  | 464万本            |
| 2021年 | 10月29日 | マリオパーティ スーパースターズ                                                 | Nintendo Switch             | 218万本  | 1289万本           |
| 2023年 | 6月30日  | エブリバディ 1-2-Switch!                                                        | Nintendo Switch             |          |                    |
| 2024年 | 10月17日 | スーパー マリオパーティ ジャンボリー                                            | Nintendo Switch             | 190万本  | 748万本            |
| 2024年 | 12月3日  | どうぶつの森 ポケットキャンプ コンプリート                                      | iOS / Android               |          |                    |
| 2025年 | 6月5日   | Nintendo Switch 2 のひみつ展                                                    | Nintendo Switch 2           |          |                    |
| 2025年 | 7月24日  | スーパー マリオパーティ ジャンボリー Nintendo Switch 2 Edition + ジャンボリーTV | Nintendo Switch 2           |          |                    |

売上本数は任天堂、VGChartzより。